# Výstaviště Praha
Výstaviště Praha, označované též jako holešovické výstaviště (mezi lety 1954 a 1990 Park kultury a oddechu Julia Fučíka), je výstavní a volnočasový areál v Praze 7 v Bubenči, v blízkosti zástavby Holešovic. Areál byl otevřen roku 1891 a je nejstarším tuzemským veletržním areálem. Vznikl u příležitosti Jubilejní zemské výstavy konané ke 100. výročí první průmyslové výstavy z roku 1791. Symbolem Výstaviště se stal Průmyslový palác.  
Po skončení první výstavy se v areálu Výstaviště pořádalo mnoho dalších akcí:
- 1895 – Národopisná výstava českoslovanská
- 1898 – Výstava architektury a inženýrství
- 1908 – Jubilejní výstava Obchodní a živnostenské komory
- Pražské vzorkové veletrhy (PVV)
- Hospodářské výstavy
- Motosalony
- Letecké výstavy
- 1928 – Mezinárodní výstava hasičsko-samaritánská
- 1948 – Slovanská zemědělská výstava

Po roce 1948 se obchodní veletrhy a výstavy přesunuly do Brna. Pražské výstaviště se v roce 1953 stalo Parkem kultury a oddechu Julia Fučíka a vznikl z něj areál pro kulturně-politické akce a zábavu, který byl vzorem pro ostatní československé parky kultury a oddechu. Průmyslový palác byl přejmenován na Sjezdový a až do roku 1981 se v něm konaly sjezdy KSČ. 
Pořádaly se zde také různé výstavy, koncerty, spotřební trhy, umělecké přehlídky a další kulturní a společenské akce. Od 1. května 1990 se areál vrátil ke svému původnímu názvu Výstaviště  a v následujícím roce se zde konala u příležitosti 100. výročí Jubilejní zemské výstavy Všeobecná československá výstava.
V roce 2015 přešlo Výstaviště pod správu Magistrátu hl. m. Prahy a od roku 2018 prochází celý areál výstaviště rozsáhlou rekonstrukcí. Obnova vyhořelého levého křídla Průmyslového paláce začala v únoru 2022. 

## Popis a využití

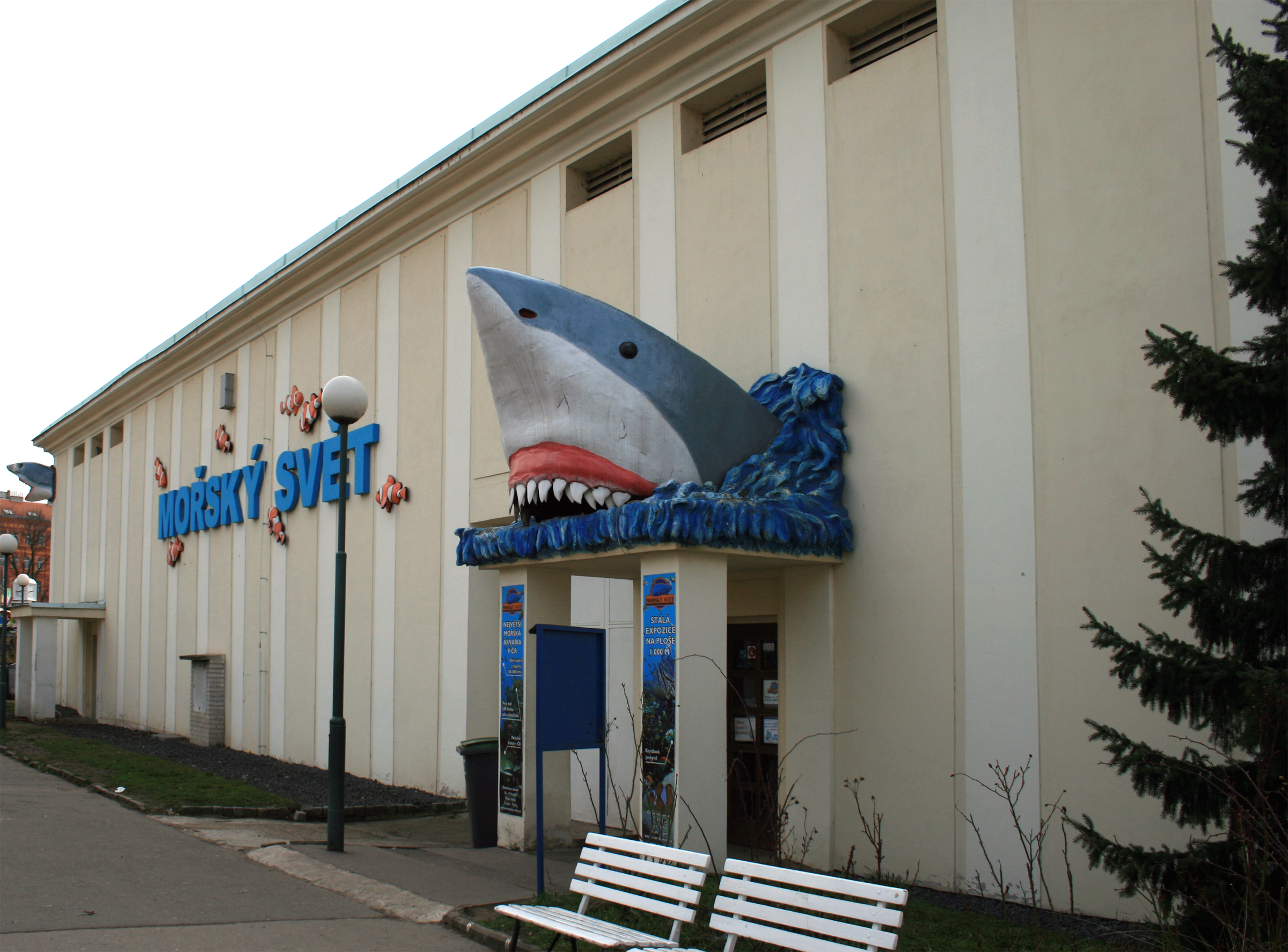
Vstup do Mořského světa (2009)

Dominantní stavbou areálu je Průmyslový palác, dále se zde mj. nalézají Lapidárium Národního muzea, Moderní galerie Akademie výtvarných umění, Křižíkovy pavilony, Křižíkova světelná fontána, Maroldovo Panoráma bitvy u Lipan, Malá sportovní hala, plavecký bazén, či akvárium Mořský svět. Severní část areálu je tvořena rozsáhlým parkem s moderním bistrem, dětskou lanovou stezkou, fitnes a workout hřištěm, obrovským pískovištěm, velkým parkourovým hřištěm, hřištěm pro kolečkové sporty (tzv. skate plazza) nebo třeba dětským cykloparkem. 
Areál slouží k pořádání různých událostí, výstav, koncertů a dalších kulturních a společenských akcí. K roku 2008 mělo výstaviště rozlohu 36 hektarů. Dlouhodobým nájemcem byla do konce roku 2014 společnost Incheba Praha (nájemní smlouva původně měla platit do roku 2016). Od 1. ledna 2015 je areál ve správě akciové společnosti Výstaviště Praha, a. s., dříve Rozvojové projekty Praha, jejímž stoprocentním vlastníkem je hlavní město Praha. Výstaviště Praha a.s. v současné době provádí kompletní rekonstrukci a přeměnu areálu po estetické, programové i ekonomické stránce. Cílem je opravit Výstaviště na moderní multifunkční areál s bohatou nabídkou volnočasových aktivit.

## Poloha
Výstaviště se nachází nedaleko stanice nádraží Holešovice na lince metra C. Areál vznikl ve východní části Královské obory, jejíž zbylá část, park Stromovka, s Výstavištěm tedy na západní straně sousedí. V sousedství výstaviště se ve Stromovce nachází Planetárium Praha. Na východní straně na výstaviště navazuje Tipsport arena.

## Historie a výstavy

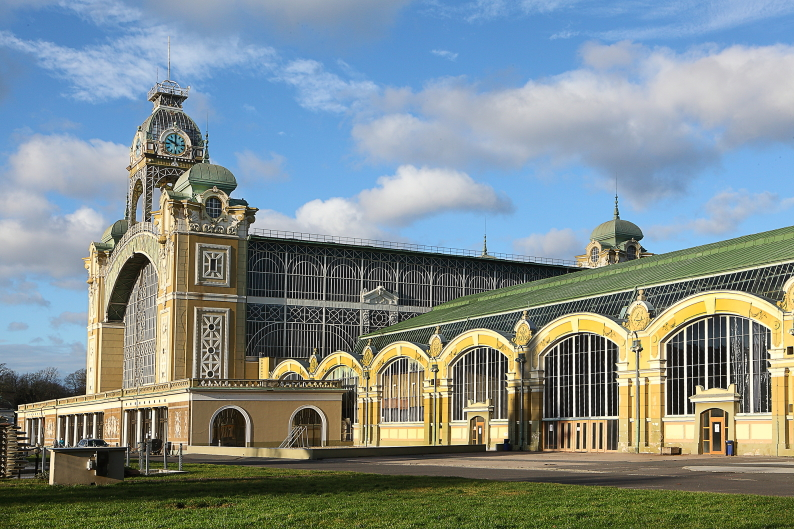
Budova Průmyslového paláce

### Jubilejní zemská výstava 1891
Výstaviště vzniklo vydělením východní části z původní rozlohy parku Královská obora při příležitosti Jubilejní zemské výstavy, uspořádané v roce 1891 v upomínku 100. výročí první průmyslové výstavy z roku 1791. Stala se přehlídkou kulturní a hospodářské vyspělosti českého národa. Během jejího konání (od 15. května do 18. října) navštívilo výstaviště přibližně 2,5 milionu lidí. Centrem Výstaviště se stal secesní Průmyslový palác, otevřený 15. března 1891 a vystavěný dle projektu architektů Bedřicha Münzbergera a Antonína Wiehla. Veškeré výstavní budovy byly postaveny v rekordním čase jednoho roku. Návštěvníci měli možnost se seznámit s průmyslovou, zemědělskou, lesnickou, ale i společenskou a kulturní stránku života v Čechách. Před vchodem do Průmyslového paláce stála socha Jiřího z Poděbrad od Bohuslava Schnircha, kterou se dnes chlubí město Poděbrady. Vyhledávanou atrakcí byla balónová aréna, konaly se tu vyhlídkové lety upoutaným i volným balónem.

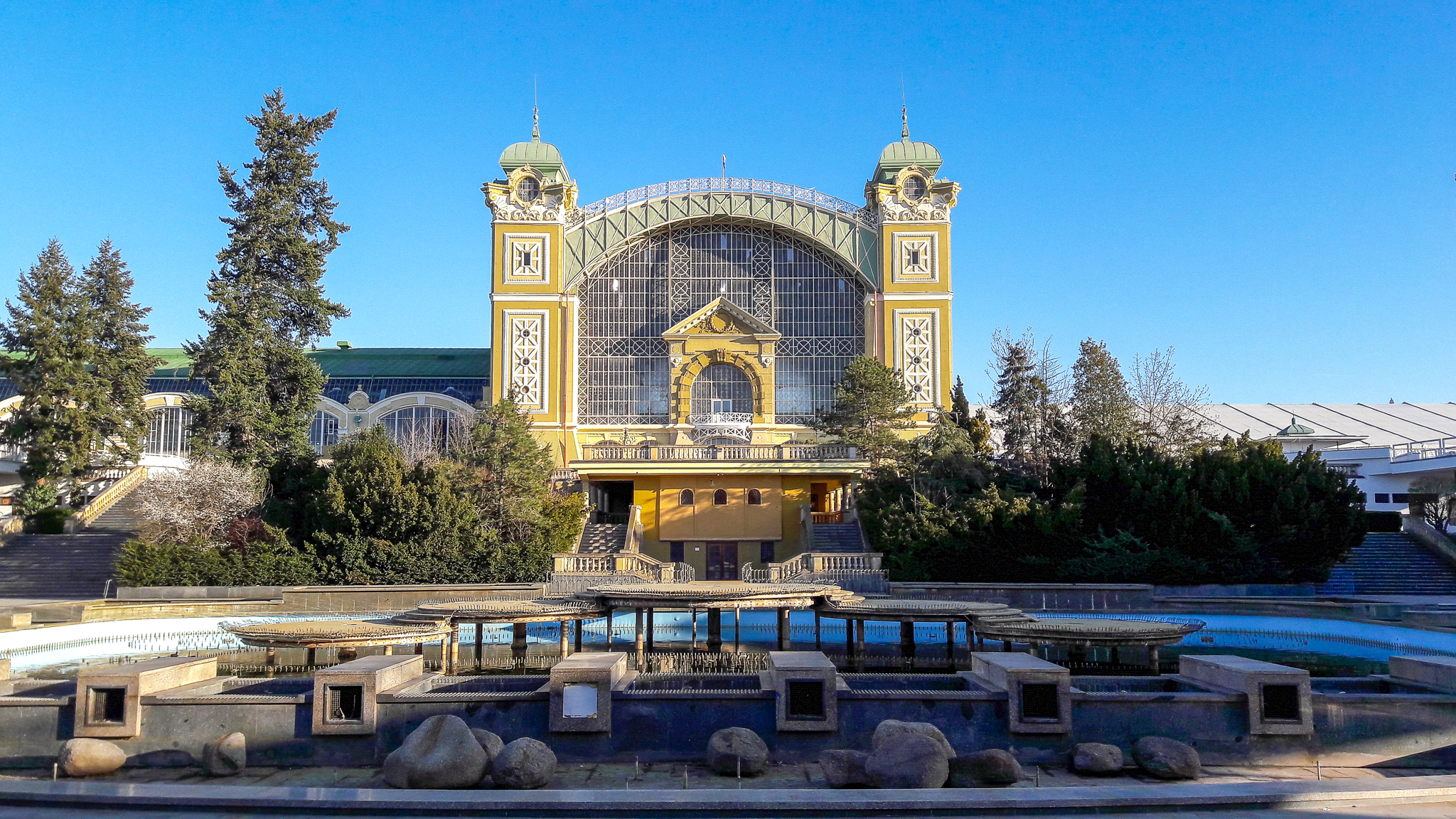
Křižíkova světelná fontána s budovou Průmyslového paláce

Vzhledem k účasti Františka Křižíka na výstavě nebylo pochyb o elektrickém osvětlení. Křižík použil obloukovky vlastní konstrukce – celkem jich nainstaloval 226. Nezaměřil se však jen na osvětlení, na věž Průmyslového paláce nainstaloval obří reflektor a také zkonstruoval světelnou fontánu. Ta se stala jakýmsi symbolem výstavy. Lidé si zde domlouvali schůzky a v podvečerních hodinách nechtěl nikdo propásnout tuhle atrakci. S dnešní podobou však už má pramálo společného. Voda stříkala do výše několika desítek metrů a záři světelných zdrojů bylo vidět až ze Starého Města. Měnící se zabarvení tryskající vody bylo dosahováno různobarevnými skly, umístěnými nad obloukovkami a vyměňovány obsluhou v pravidelných intervalech.

### Národopisná výstava českoslovanská 1895
Ukončením první výstavy ale éra Výstaviště nekončila, ba právě naopak. Na konci 19. století se ujala myšlenka uspořádat národopisnou výstavu, jako možnost předvést lidovou kulturu českého národa v celé její šíři. Shromážděné exponáty se měly stát základem národopisného muzea. Hlavním programátorem výstavy byl ředitel Národního divadla F. A. Šubert. Výstava proběhla ve dnech 16. 5. – 31. 10. 1895 a předcházely jí tři roky přípravných prací. Zastoupeny byly všechny země, ve kterých žil „českoslovanský“ národ: Čechy, Morava, Slezsko, Dolní Rakousy, Uhry a Spojené státy americké. Hlavní atrakcí byla vesnice s replikami lidových staveb. V Národopisném (Průmyslovém) paláci se nacházela expozice figurín v lidových krojích. Během výstavy se konaly i četné doprovodné akce, jako např. závody, dětské hry nebo III. všesokolský slet. U příležitosti zahájení výstavy vzlétli se svým balonem „Ressel“ vzduchoplavci František Hůlka a Ferdinand Wandas, kteří poté uskutečnili dalších 34 letů.

### Výstava architektury a inženýrství 1898

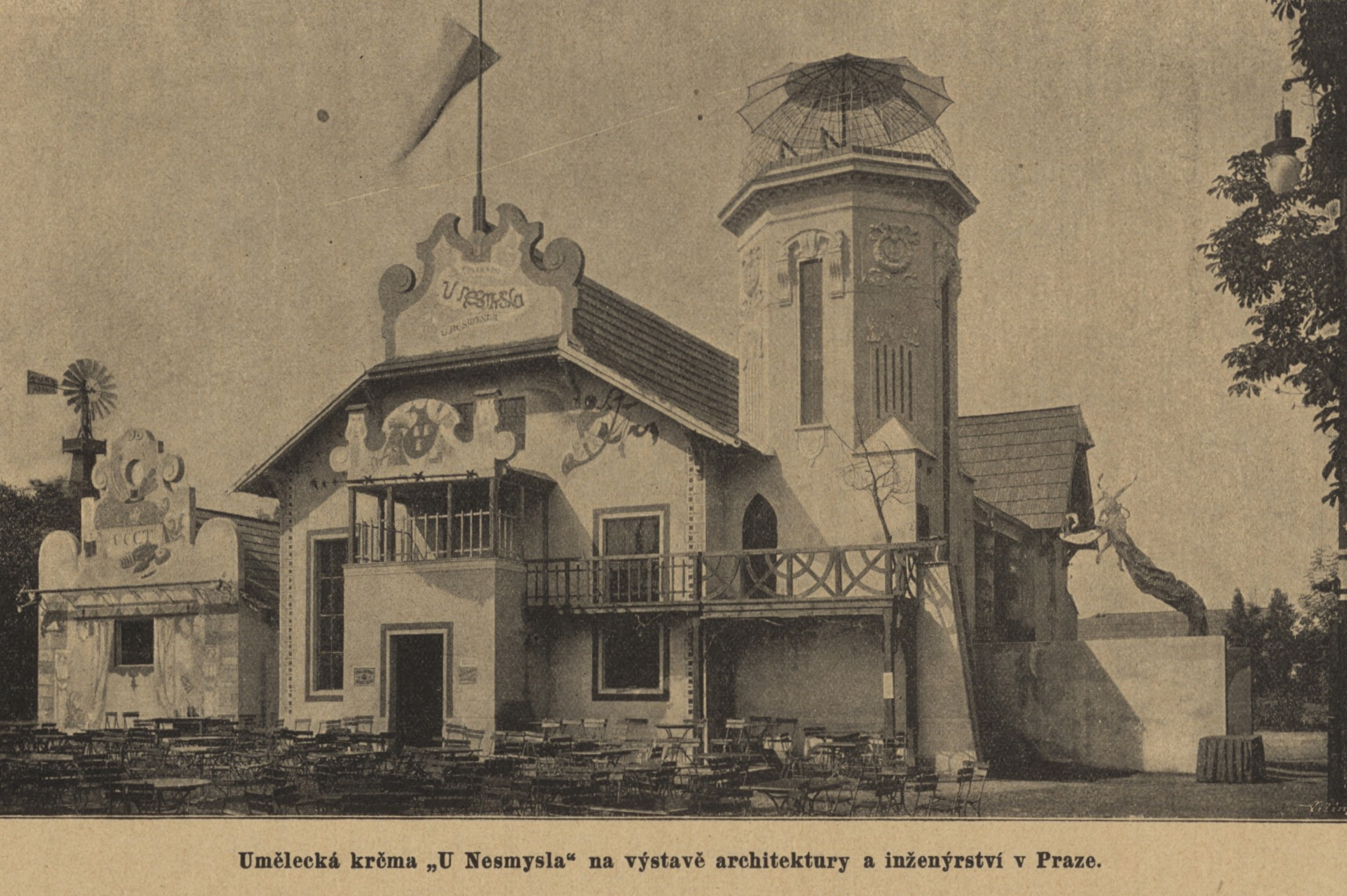
Krčma U Nesmysla

Plný název výstavy v roce 1898 zněl „Výstava architektury a inženýrství spojená s výstavou motorů a pomocnách strojů pro živnostvníky a s odbornou výstavou klempířů v zemích koruny České“. Uskutečnila se ve dnech 15. června až 17. října 1898 a ze tří výstav 90. let 19. století byla relativně nejméně úspěšná – zavítalo na ni „jen“ něco přes půl milionu návštěvníků. Ke stavbám z minulých výstav přibyl ještě dřevěný pavilon pro Maroldovo panoráma bitvy u Lipan. Navrhl jej Jiří Justich, který byl i autorem malovaných pohlednic z výstavy. Kuriozitou výstavy se stala Krčma U Nesmysla v secesním stylu, postavená podle projektu Jana Kouly, která měla být výsměchem vídeňské secesi. Krčma se stala velmi populární mezi umělci. Kino Český kinematograf promítalo první české filmy Jana Kříženeckého a Josefa Pokorného.

### Jubilejní výstava Obchodní a živnostenské komory 1908

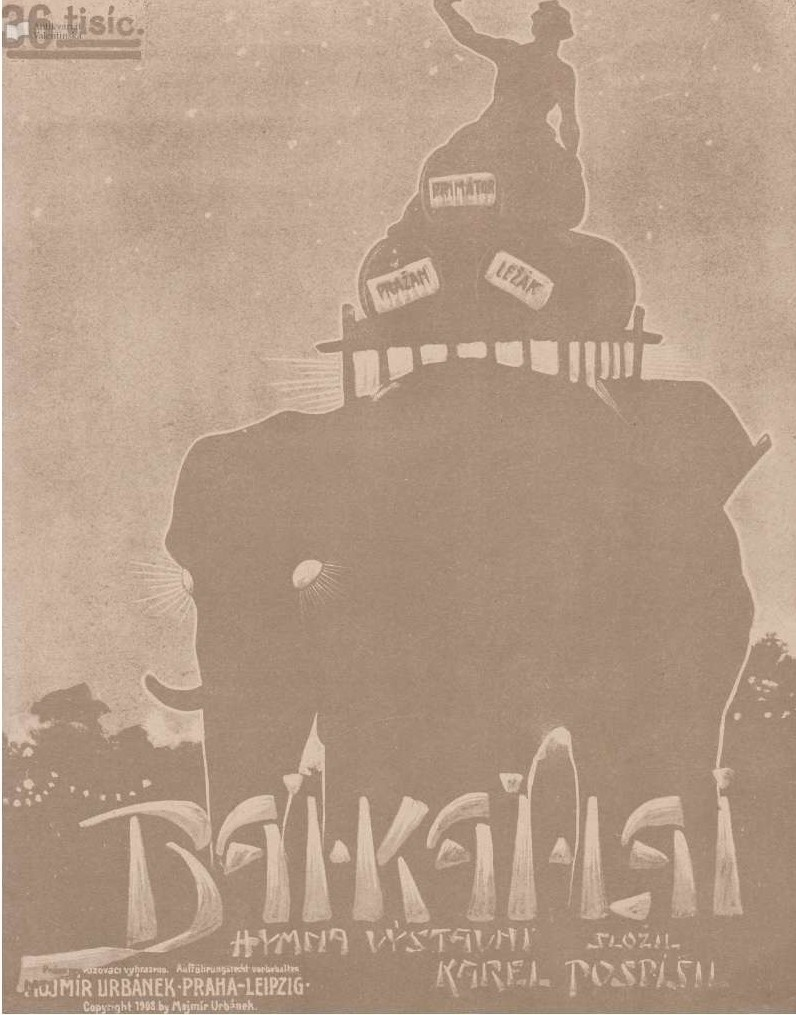
Pochod Bai Kai Lai (obálka 1908)

Výstava se pořádala ve dnech 14. 5. – 18. 10. 1908 na oslavu 60 let panování císaře Františka Josefa I. a měla ukázat hospodářský pokrok v obvodu pražské Obchodní a živnostenské komory (OŽK), podíleli se na ní jak čeští, tak němečtí vystavovatelé. Hlavním architektem byl Rudolf Kříženecký. K významným stavbám patřil pavilon obchodu od Jana Kotěry, zdobený plastikami od Jana Štursy. Kotěra navrhl i pavilon průmyslového školství. Bývalý pavilon retrospektivní výstavy z roku 1891 byl novobarokně přestavěn pro pavilon města Prahy (dnešní Lapidárium), nově byla vystavena Strojovna.
Kuriózní byla Navrátilova restaurace U slona, stavba ve tvaru velkého slona s hostinskou místností v trupu, nesoucí reklamu Prvního pražského měšťanského pivovaru. Propagace pivovaru zahrnovala také čepování reklamního piva „Bai-kai-lai“ a novou stejnojmennou píseň v pochodovém rytmu s melodií Karla Pospíšila na text Jiřího Chocholouše, jejíž známost přetrvala dodnes a byla za rok 1908 vybrána do ankety Hit století. Po skončení výstavy byla restaurace přestěhována do Sedlce, kde dále sloužila v blízkosti železniční tratě.
V časopise Zlatá Praha si toho roku si lze přečíst: „Nehlučná, avšak horlivá a neúnavná, asi od půldruha roku datující práce dospívá zdárných výsledků: stojíme již před brzkým otevřením bran nové velkolepé výstavy, která svým zevnějškem a hávem, svým bohatým obsahem, svou velkolepostí a daleko za hranice naší vlasti sahajícím významem předčiti má všecky dosavadní výstavy pražské a která – jak dnes již jest zjištěno – bude větší než všechny dosud v Rakousku vůbec pořádané výstavy mimo jedinou světovou vídeňskou z r. 1873“.
Výstavu celkově navštívilo asi dva a půl milionu lidí.

### Pražské vzorkové veletrhy

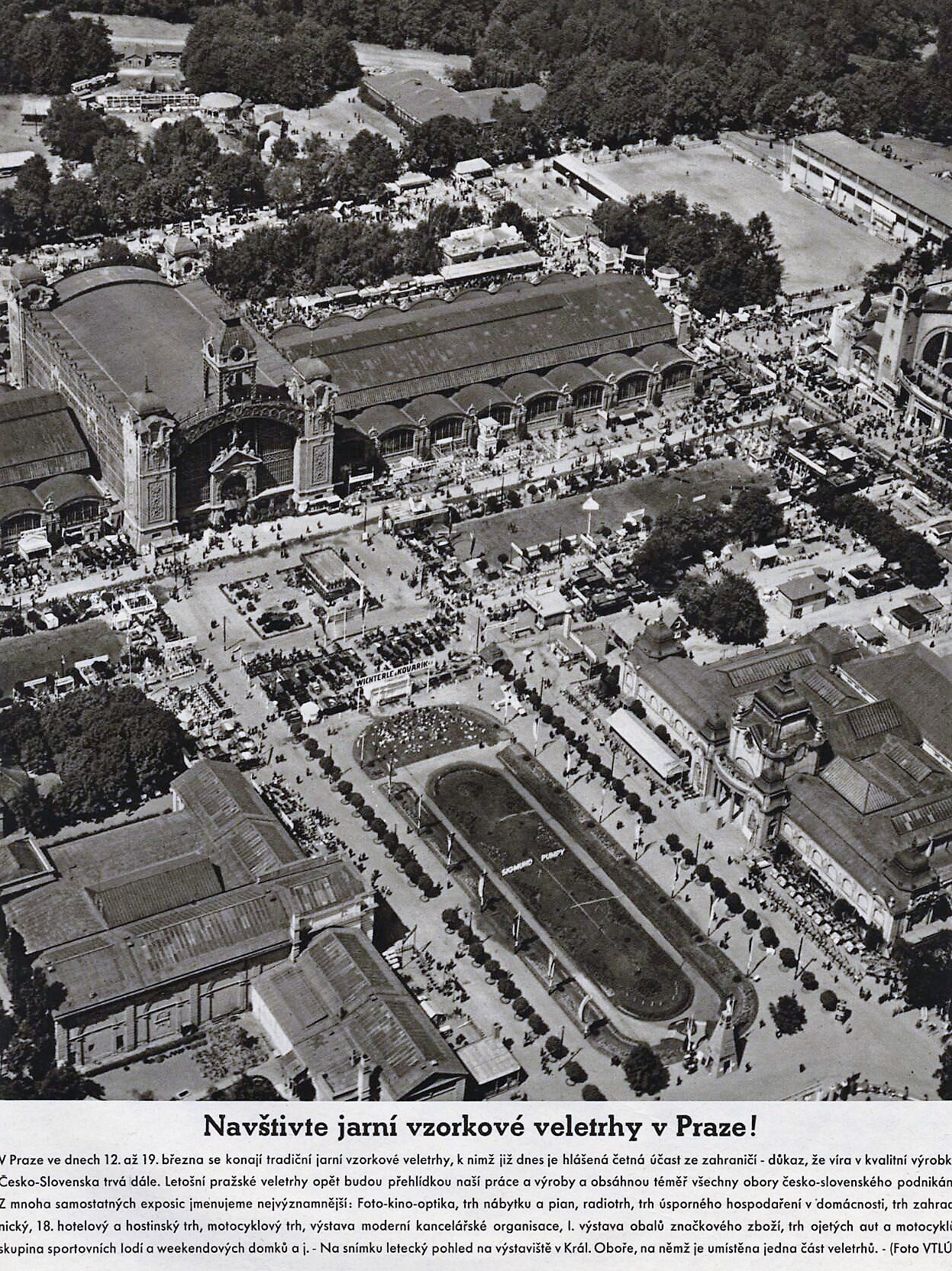
Letecký pohled na výstaviště (PVV 1939)

V roce 1920 byly založeny z iniciativy Václava Boháče Pražské vzorkové veletrhy, jejichž pořadatelé si kladli za cíl organizovat výstavní a veletržní činnost a propagovat československé výrobky. První veletrh se konal v září 1920. Další se pak konaly každoročně na jaře a na podzim až do roku 1941 a dále v letech 1946 až 1951. Veletrhy přitahovaly nejen obchodníky z celého světa, ale i statisíce návštěvníků z Prahy a z celé republiky. Sloužily především k uzavírání obchodních kontaktů a v jejich rámci se konaly i menší, specializované výstavy jednotlivých druhů zboží.

### Hospodářské výstavy
Na Výstavišti každoročně v květnu pořádala hospodářské výstavy Ústřední hospodářská společnost. Výstavy byly největším trhem hospodářských strojů, nejlepším domácím skotem na trhu a hospodářského zvířectva. Po roku 1945 již Hospodářské výstavy nebyly obnoveny.

### Motosalony
I. mezinárodní výstava automobilů, motocyklů a kol proběhla ve dvoraně Průmyslového paláce ve dnech 23. až 25. dubna 1905. Kromě domácích výrobců motocyklů Laurin & Klement, Josef Walter a dalších zde byly k vidění automobily značky Benz, Clément-Bayard, Mercedes a Spitz. V průběhu dalších let byly přítomny automobilky Fiat, Delahaye a okruh vystavovatelů se dále rozšiřoval. První poválečný autosalon se konal v roce 1947, pak byla tradice přerušena na třiačtyřicet let – až do roku 1991.

### Autopošta na Výstavišti
V roce 1937 uvedla Československá pošta do provozu nové zařízení – autopošty. V sobotu 16. října 1937 byl na Výstavišti představen první vůz autopošty značky Škoda. A protože se osvědčil, objednala pošta i druhý a ten byl dán do užívání v květnu 1938 při Hospodářské výstavě.

### Letecké výstavy
V roce 1920 se v Průmyslovém paláci uskutečnila I. mezinárodní letecká výstava pod patronátem prezidenta T. G. Masaryka, který zaštítil i výstavy následující. Celkem bylo k vidění 16 letadel. Na následující výstavě vystavovaly i zahraniční firmy, které předvedly 40 letadel, motory a příslušenství. V roce 1927 se konala již IV. mezinárodní letecká výstava, tradici ale poté přerušila hospodářská krize a po druhé světové válce se již letecké výstavy nepodařilo obnovit.

### Mezinárodní výstava hasičsko-samaritánská 1928
Mezinárodní výstava hasičstva, bezpečnosti a samaritánství proběhla na Výstavišti ve dnech 29. června až 8. července 1928 v rámci sjezdu Slovanského hasičstva. Výstavu navštívil i tehdejší prezident T. G. Masaryk. Jednotlivých cvičení se zúčastnilo i 2000 hasičů.

### Slovanská zemědělská výstava
Výstava proběhla ve dnech 2. května až 10. července 1948 a zapadala do rámce oslav 100. výročí revolučního roku 1848 a zrušení poddanství. Lišila se od Hospodářských výstav tím, že jejím hlavním úkolem byla propagace nového lidově-demokratického zemědělství a družstevnictví. Jednotný architektonický ráz vtiskl výstavě architekt. Jiří Kroha, který ale bohužel nechal zbourat historickou výstavní bránu Antonína Wiehla z roku 1891.

### Park kultury a oddechu Julia Fučíka 1948–1989
Po druhé světové válce padlo rozhodnutí, že konání obchodních veletrhů se přesune do Brna. Pražské Výstaviště v Bubenči bylo v roce 1948 uzavřeno a po vzoru Sovětského svazu zde byl později vytvořen areál parku kultury a oddechu, který měl sloužit jako místo pro akce kulturně-politického rázu i pro zábavu. Celý areál byl při této příležitosti rozšířen a byl pojmenován podle komunistického novináře Julia Fučíka. Pro veřejnost byl Park kultury a oddechu Julia Fučíka (PKOJF) slavnostně otevřen 21. září 1953.
V letech 1952–1954 byly podle projektu Pavla Smetany provedeny různé úpravy interiéru Průmyslového paláce. Dne 26. června 1954 se palác otevřel pod názvem Sjezdový palác, svatováclavská koruna na jeho věži byla nahrazena rudou hvězdou a až do roku 1981, kdy byl postaven Palác kultury, se zde konaly sjezdy Komunistické strany Československa a různé masové zábavní a kulturní akce.
V průběhu let v areálu přibyla řada objektů. V roce 1952 zde u příležitosti Festivalu pracujících vzniklo nové letní kino s uzavíratelnou střechou, které sloužilo jako víceúčelové zařízení. Na hlavní promenádě k Průmyslovému paláci bylo v letech 1953–1954 instalováno 12 fontán se zvířecími motivy. Každou fontánu tvořil kruhový bazén s keramickými obklady v jehož středu byla umístěna plastika od různých umělců. Autorem čtyř plastik byl sochař Miroslav Jirava, který našel inspiraci u zvířat v pražské zoologické zahradě. V osmdesátých letech 20. století při rekonstrukci areálu byly fontány zrušeny a plastiky se přemístily do Lapidária.

#### Bruselský pavilon
V roce 1959 byla do severozápadní části parku přemístěna budova Československého pavilonu ze Světové výstavy Expo 58 v Bruselu (kromě restaurace umístěné na Letnou). Pavilon navrhli v roce 1958 architekti František Cubr, Josef Hrubý a Zdeněk Pokorný jako ocelovou stavbu s hliníkovým pláštěm. Získal na výstavě zlatou medaili a proto byl uchován a přemístěn do tehdejšího Parku kultury a oddechu Julia Fučíka. Bruselský pavilon sloužil různým výstavám až do roku 1991, kdy vyhořel. Tato stavba již nebyla nikdy obnovena a z pavilonu zbyly jen základy. 
V roce 1960 bylo v Parku kultury vybudováno kruhové panoramatické kino Moskva (dnešní Divadlo Spirála), tehdy čtvrté svého druhu na světě. Na místě původního Strojnického paláce byla v roce 1962 dokončena stavba Sportovní haly ČSTV, v níž se téhož roku konalo mistrovství světa v krasobruslení a během následujících dvaceti let čtyřikrát mistrovství světa v ledním hokeji. V průběhu let přibyl i plavecký stadion a salší sportoviště.

V šedesátých letech 20. století vznikly před vstupní branou do areálu výstaviště čtyři kruhové fontány. V roce 1979 byla krajní fontána nejblíže Stromovce nahrazena sochou Julia Fučíka v nadživotní velikosti od Miloslava Šonky. Roku 1990 byla socha odstraněna a v současné době se na jejím místě nachází reklamní sloup planetária. Zbylé tři fontány fungovaly do roku 2001 a pak krátce v roce 2005. V roce 2015 prošly rekonstrukcí a jsou opět v provozu.

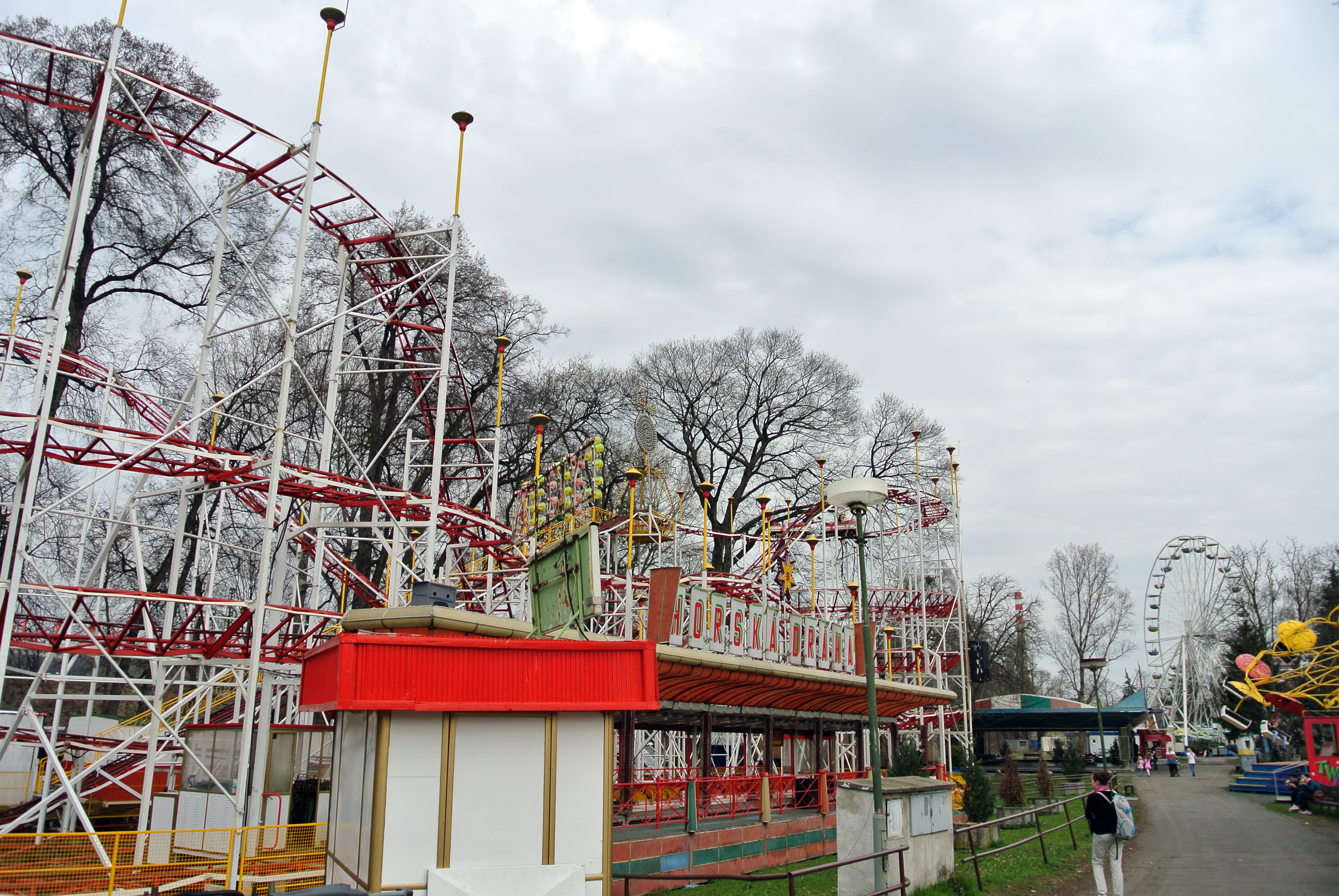
Horská dráha Cyklon, která se nacházela v areálu výstaviště mezi roky 1974 až 2018

Od 70. let 20. století se v areálu pořádaly různé spotřební trhy, tematické mezinárodní výstavy jako Interkamera, Pragomedica a Pragoregula. Byla zde založena tradice uměleckých přehlídek, např. Salon mladých výtvarníků, užitného umění, fotografie či tradičního jazzu. Pořádaly se zde výstavy studentů uměleckých škol, Pražské kulturní léto, kurzy aerobiku a strečingu, fungoval tu Klub přátel výtvarného umění a fotoklub. O víkendech na venkovních i vnitřních pódiích vystupovali známí zpěváci a skupiny, namátkou KTO s W. Matuškou, skupina Pavla Šmoka, Petra Černocká aj. V Průmyslovém paláci se konaly plesy a koncerty – Pražský výběr, Karel Vágner s H. Zagorovou, Vítězslav Vávra a další.
Od roku 1964 se v Parku kultury konala každoročně Matějská pouť, která se sem přestěhovala z Dejvic. Kromě toho byly v areálu dvě stálé atrakce, horská dráha od roku 1973 do 2018 a ruské kolo od roku 1981. Po roce 1989 se areál vrátil k původnímu názvu Výstaviště, který se užívá od 1. května 1990.

### Všeobecná československá výstava
Mezi 15. květnem až 28. říjnem 1991 se na Výstavišti Praha konala Všeobecná československá výstava, navazující na Jubilejní zemskou výstavu v Praze 1891. Událost, která měla vyzdvihnout tradici československého průmyslu, zemědělství a umění, navštívilo zhruba 2,6 milionu lidí. Po ekonomické stránce ale projekt neuspěl a výstava končila s dluhem ve výši 1,4 miliardy Kč.
V souvislosti s výstavou došlo ke zvětšení zastřešených ploch výstaviště a vznikly nebo byly zrekonstruovány některé  objekty jako je Divadlo Spirála nebo Křižíkova fontána, v jejímž okolí nově vyrostly čtyři univerzální výstavní pavilony, ktrerým se říká Křižíkovy pavilony. Další nově postavený pavilon dostal podle svého tvaru název Pyramida.

### Rekonstrukce 2018–současnost

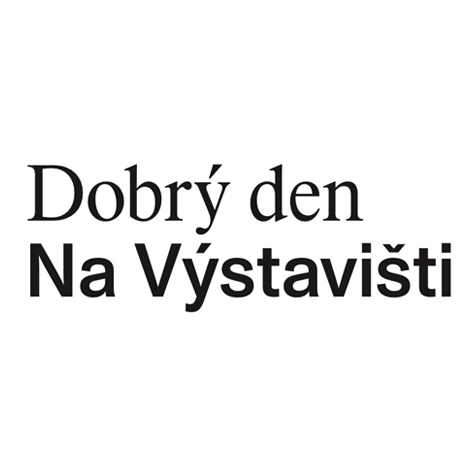
Jedno z log společnosti z nové vizuální identity z roku 2020.

Od roku 2018 prochází celý areál výstaviště velkou rekonstrukcí. Byly revitalizovány venkovní plochy ve spodní části areálu, což zahrnovalo obnovu travnatých ploch a přes 2 km cest, výstavbu gastronomického pavilonu, hřišť a herních prvků – boulderové stěny, dětského lanového hřiště, pískoviště, posilovací zóně nebo největší parkourové hřiště v zemi. Areál byl také propojen s přilehlým parkem Stromovka. V roce 2019 zde bylo investováno 130 milionů korun, v první čtyřech měsících roku 2020 celkem 11 milionů. Rekonstrukce Průmyslového paláce a dostavba levého křídla začala 1. února 2022 a měla by trvat do roku 2025.
Od roku 2020 má Výstaviště Praha novou moderní vizuální identitu od tria designérů Tereza Hejmová, Štěpán Malovec, Martin Odehnal, kteří vyhráli soutěž pořádanou pro Výstaviště společností Czechdesign.
V současné době probíhá rekonstrukce bývalé restaurace Bohemia, rekonstrukce Křižíkových pavilonů nebo divadla Spirála, pokračují úpravy venkovních ploch.

## Požáry
- 25. října 1991 na výstavišti zcela shořel Bruselský pavilon, jeho příčinou zde patrně byla nedbalost při používání elektrického spotřebiče.
- 12. listopadu 2005 také v areálu výstaviště shořelo dřevěné kruhové Divadlo Globe, šlo o repliku starého alžbětinského divadla Globe, postavenou roku 1599, oheň ji zcela zničil.
- 16. října 2008 zachvátil levé křídlo hlavního Průmyslového paláce velký požár, který jeho levé křídlo úplně zničil.[22] Podle následných šetření oheň vznikl na základě nesprávné manipulace s elektrickým vařičem během jedné ze zdejších výstav.

## Povodeň
Při povodních v srpnu 2002 se do Prahy přihnala tisíciletá voda a zatopila celou dolní část Výstaviště. Hladina vody, která místy dosahovala až do výšky šesti metrů, tehdy vystoupala až do poloviny schodišť spojujících horní a dolní část areálu. Voda zaplavila tenisové kurty, střelnici, Křižíkovu fontánu, Křižíkovy pavilony a Maroldovo panorama. Částečně zaplaveno bylo divadlo Globe, Pyramida a Spirála, zábavní atrakce, plavecký stadion a administrativní budova. Horní část areálu zůstala povodní v podstatě nedotčena. Voda pokryla zhruba dvacet z třiceti šesti hektarů celkové plochy. Rozsah škod v řádu stamilionů se ukázal, až když voda po několika týdnech opadla.

## Návrh na přejmenování
Pavel Sehnal, předseda Občanské demokratické aliance (ODA) a majitel skupiny SPGroup (která vlastní mimo jiné výstaviště v Letňanech, pojišťovnu Slavia a akvapark v Čestlicích) v srpnu 2018 navrhl, aby byl areál přejmenován na Park Miloše Formana po režisérovi, který zemřel v dubnu 2018. Součástí návrhu jsou i záměry na změnu zaměření areálu, který by se měl stát kulturním a relaxačním místem a vznikly by zde například pavilony pro letní filmový a divadelní festival, tedy Pavilon Miloše Formana nebo letní scéna pro filmový a divadelní festival. Potomci Miloše Formana, dvojčata Petr a Matěj, podle Sehnala tuto myšlenku podporovali. Část území by podle něj měla i nadále sloužit pro zábavní atrakce.